# ایجیاس
ایجیاس (به هلندی: Ageas) شرکت بیمه بلژیکی-هلندی و چندملیتی است، که دفاتر مرکزی آن در بروکسل، بلژیک و اوترخت، هلند مستقر می‌باشند.
شرکت ایجیاس بزرگترین کارگزار خدمات بیمه در کشور بلژیک است و در عمل در ۱۴ کشور جهان نیز خدمات بیمه را ارائه می‌کند.
این شرکت در سال ۱۹۹۰ با نام بانک فورتیس تأسیس شد و در آوریل ۲۰۱۰ در پی بروز مشکلات مالی ایجاد شده پس از بحران مالی ۲۰۱۲-۲۰۰۷ بخش خدمات مالی فورتیس را واگذار نمود و بخش بیمه آن شرکت ایجیاس را تشکیل داد.
بخشی از سهام شرکت ایجیاس در بازارهای بورس یورونکست بروکسل، بورس یورونکست آمستردام و بورس لوکزامبورگ دادوستد می‌شود.